# 臺北大學特定區

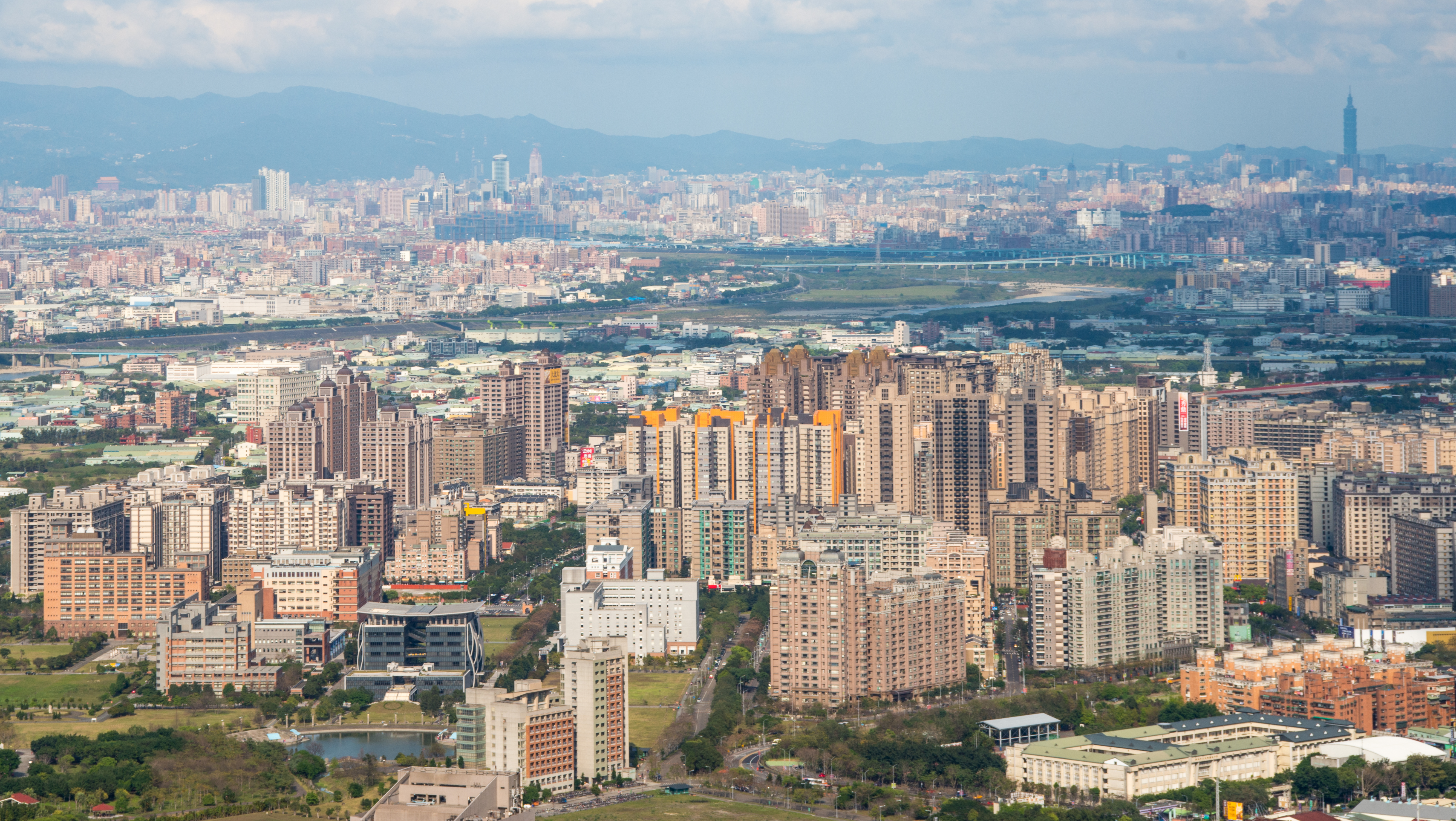
自鳶山俯瞰臺北大學特定區

臺北大學社區特定區（簡稱臺北大學特定區、北大特區、北大社區）是位在臺灣新北市三峽區與樹林區交界一帶的社區，得名於鄰近的國立臺北大學，屬於區段徵收後形成的新市區大學城。進入2000年代之後發展迅速。

## 沿革
1990年代，國立中興大學法商學院（中興法商）確定獨立為國立臺北大學，並將校本部自臺北市中山區遷至臺北縣三峽鎮（今新北市三峽區）。配合臺北大學遷校，臺北縣政府選定三峽舊市鎮西北至樹林市（今新北市樹林區）柑園以南地帶劃定重劃區。這是臺灣首個完整規劃、與大學結合的開發案，也形成臺灣首個大學城。此時，北大特區一帶還只是農田、荒地。
1997年4月3日，公告徵收，優先以區段徵收方式辦理。北大特區開發面積185.53公頃，經1998年通盤檢討後，其中臺北大學校區用地約53.54公頃。學校、公園等公共設施用地比例達59%。

## 地理區劃
北大特區行政區劃上橫跨新北市三峽區、樹林區，屬於臺北都會區邊陲的通勤地帶。東南與三樹路為鄰，南以復興路（縣道110號）為界，西側至北側為福爾摩沙高速公路環繞。
全區由北向南，分屬於樹林區南園里、三峽區龍學里、龍恩、龍埔。

## 人文景觀

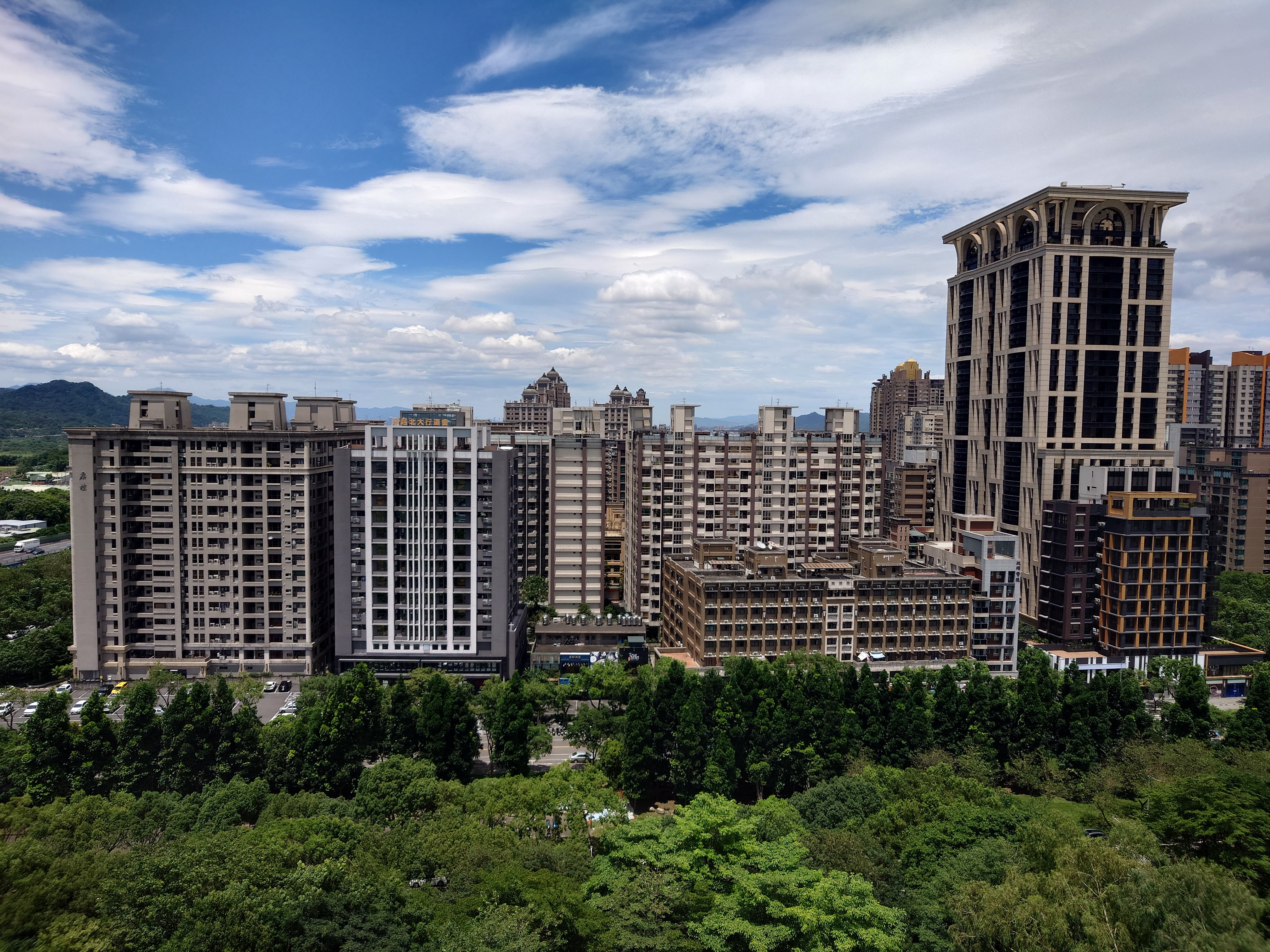
北大特區集合住宅群

臺北縣政府規劃北大特區時原有意打造田園式的住宅區，但是開發過程中因財政困難，放寬建築容積率，最後實際上形成了數十公尺高的大廈群，區內方正的棋盤式街區保留大量行人空間與綠地，社區集合住宅，通常提供物業管理服務，並設有閱覽室、健身房等社區公共設施，並配有警衛保全。與周圍農業區、舊市鎮地景形成顯著對比。

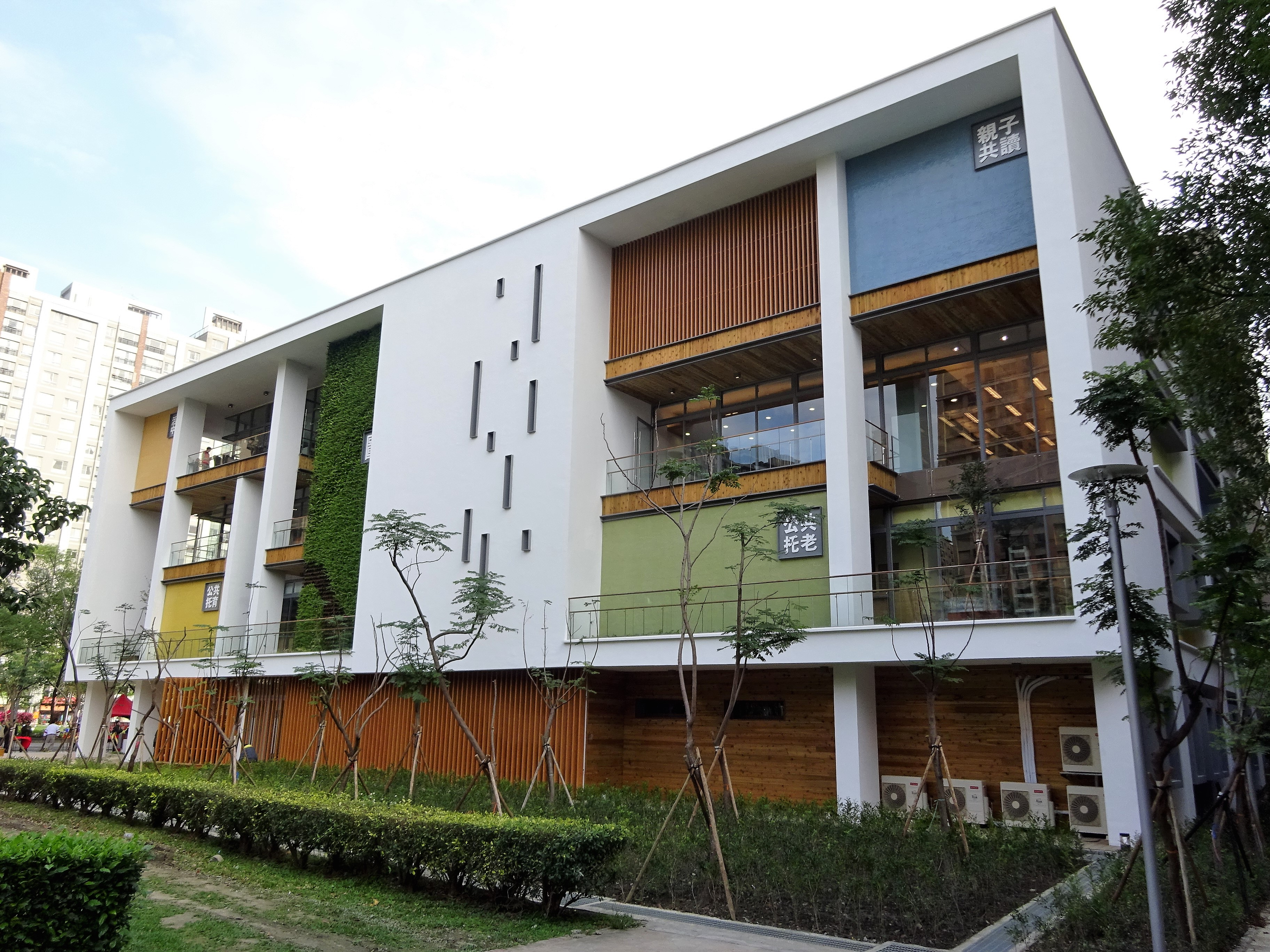
北大特區綜合行政大樓，提供社區中心、圖書館、派出所、戶政、及托育長照等服務

剛開發時，因為空屋多，與林口重劃區、淡海新市鎮並稱「林、三、淡」、「鬼城」。2019年底，北大特區居住人口數達到46,623人，呈現高密度居住人口，且遠遠超過原本都市計畫中的29,500人。到了2022年九合一選舉前夕，已經達到5萬人，成為候選人重點關注地域。謝坤達（2012）的研究指出，居民選擇遷至北大特區的原因有：房屋價格相較都會區核心較低廉、規劃退休人生、房屋坪數較原居地大，還有街道規劃、交通易達性、教育機構風評等。
北大特區屬於新興重劃區，相對缺少歷史感與人文傳統，研究者陳重安（2021）稱當地居民有「選擇性的在地認同」。北大特區居民規劃符合多數居民品味偏好的「李梅樹紀念音樂會」，成為三峽紀念在地藝術家李梅樹的梅樹月藝術祭一部分。相對地，被認為製造噪音及廢棄物汙染的樹林柑園「迎尪公」與三峽紫微天后宮的遶境，行經北大特區時會受到居民壓力，僅能安靜行進或繞路通過。

## 文教

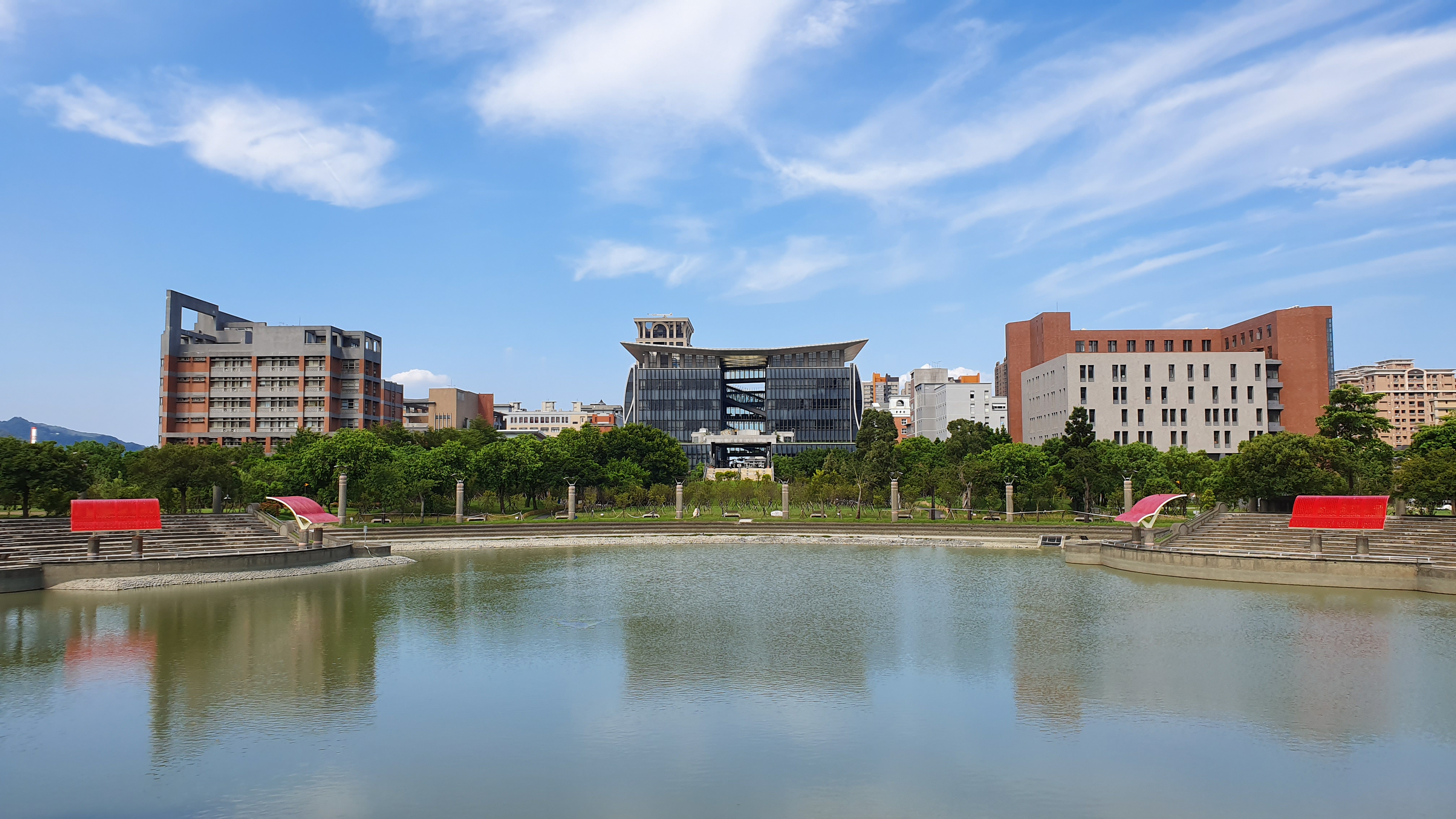
國立臺北大學三峽校區

北大特區南半部為國立臺北大學三峽校區，佔地53.54公頃，約重劃區全體三分之一。台北大學籌劃遷址時，即規劃與在地社區相結合，讓「大學社區化、社區大學化」，促進地方發展。
區內還設有下列學校：高級中等教育階段有新北市立北大高級中學，初級中等教育階段有新北市立桃子腳國民中小學國中部、北大高級中學國中部，初等教育階段則有桃子腳國民中小學國小部、新北市三峽區龍埔國民小學。

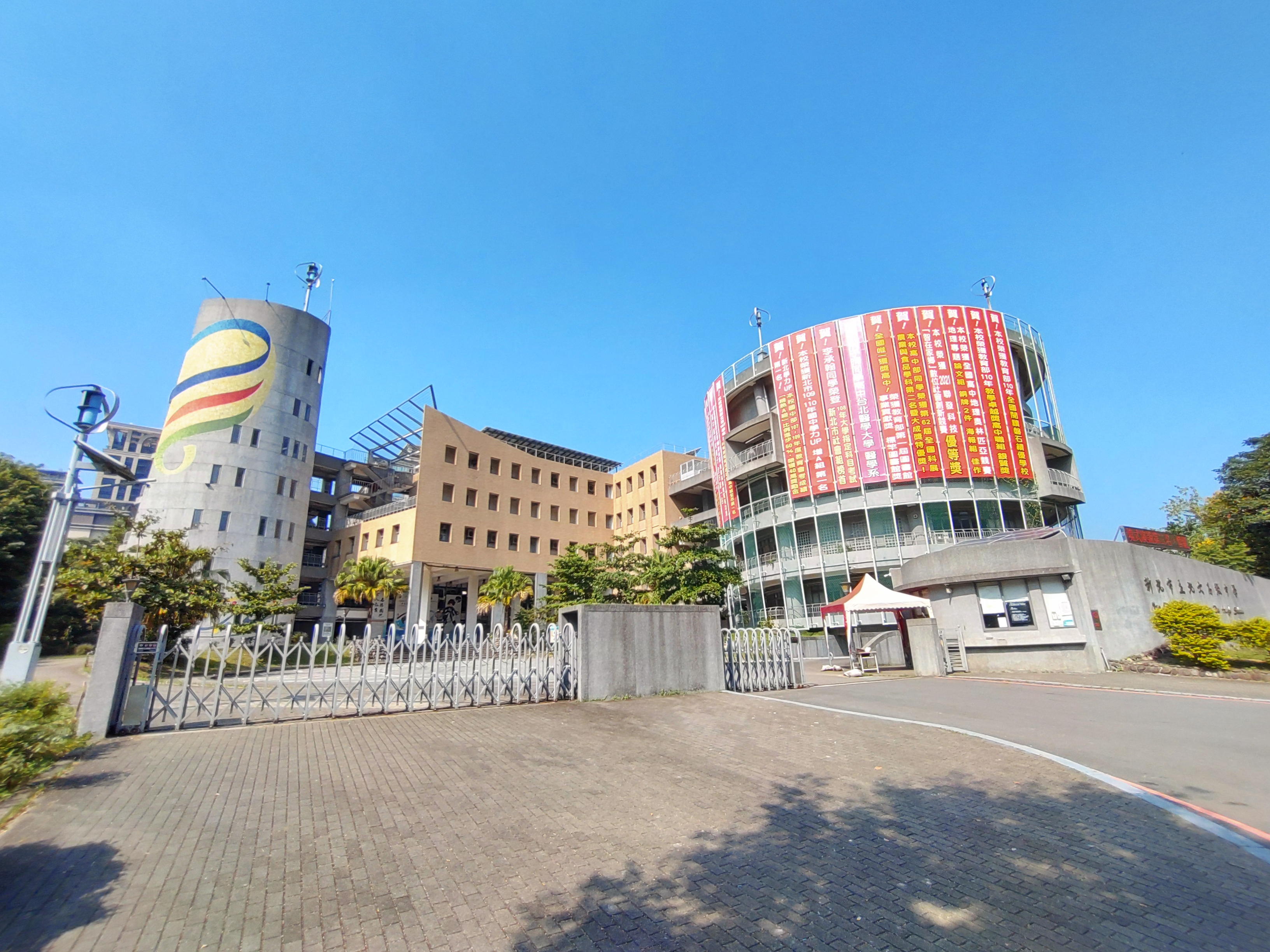
北大高中
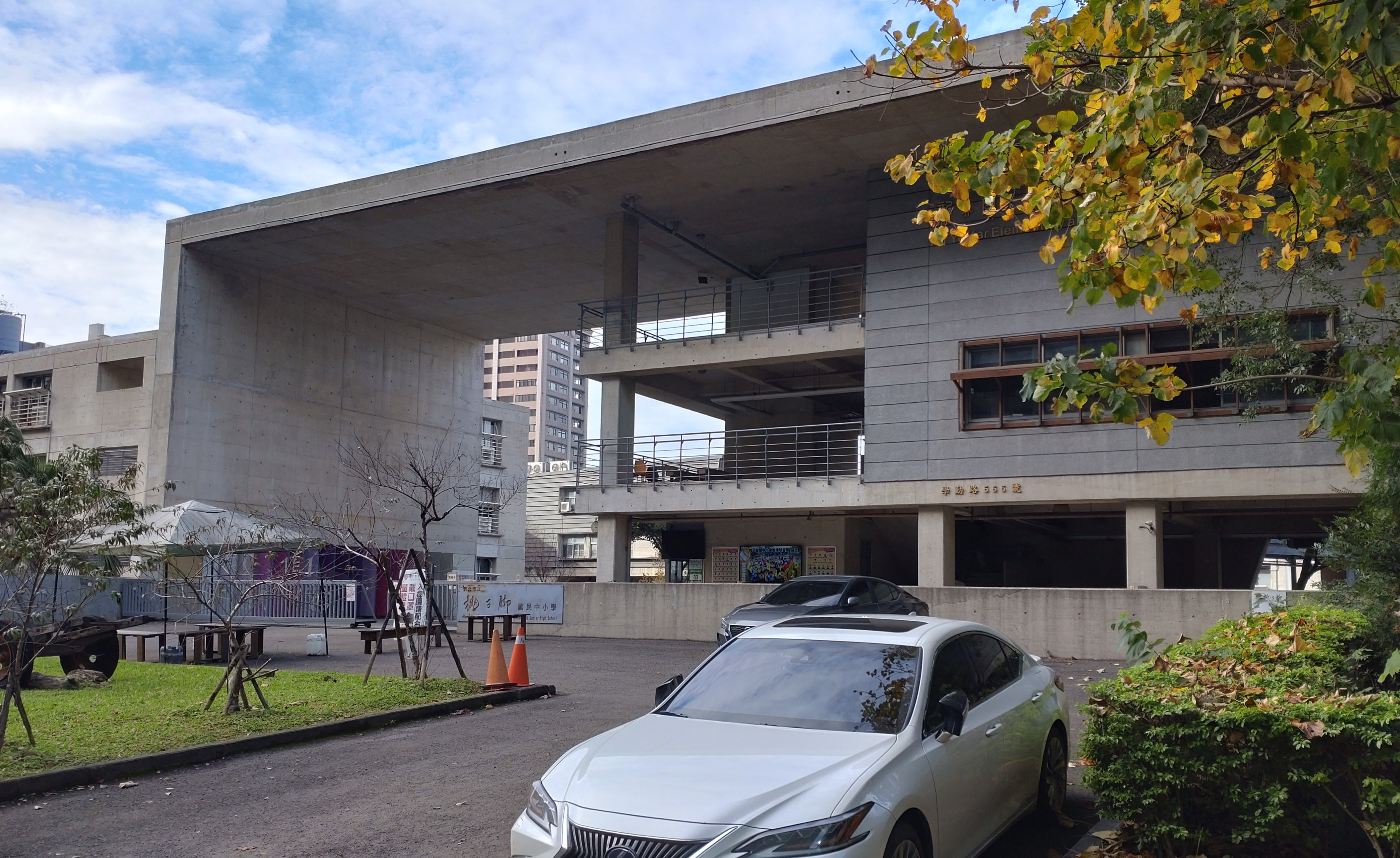
桃子腳國中小
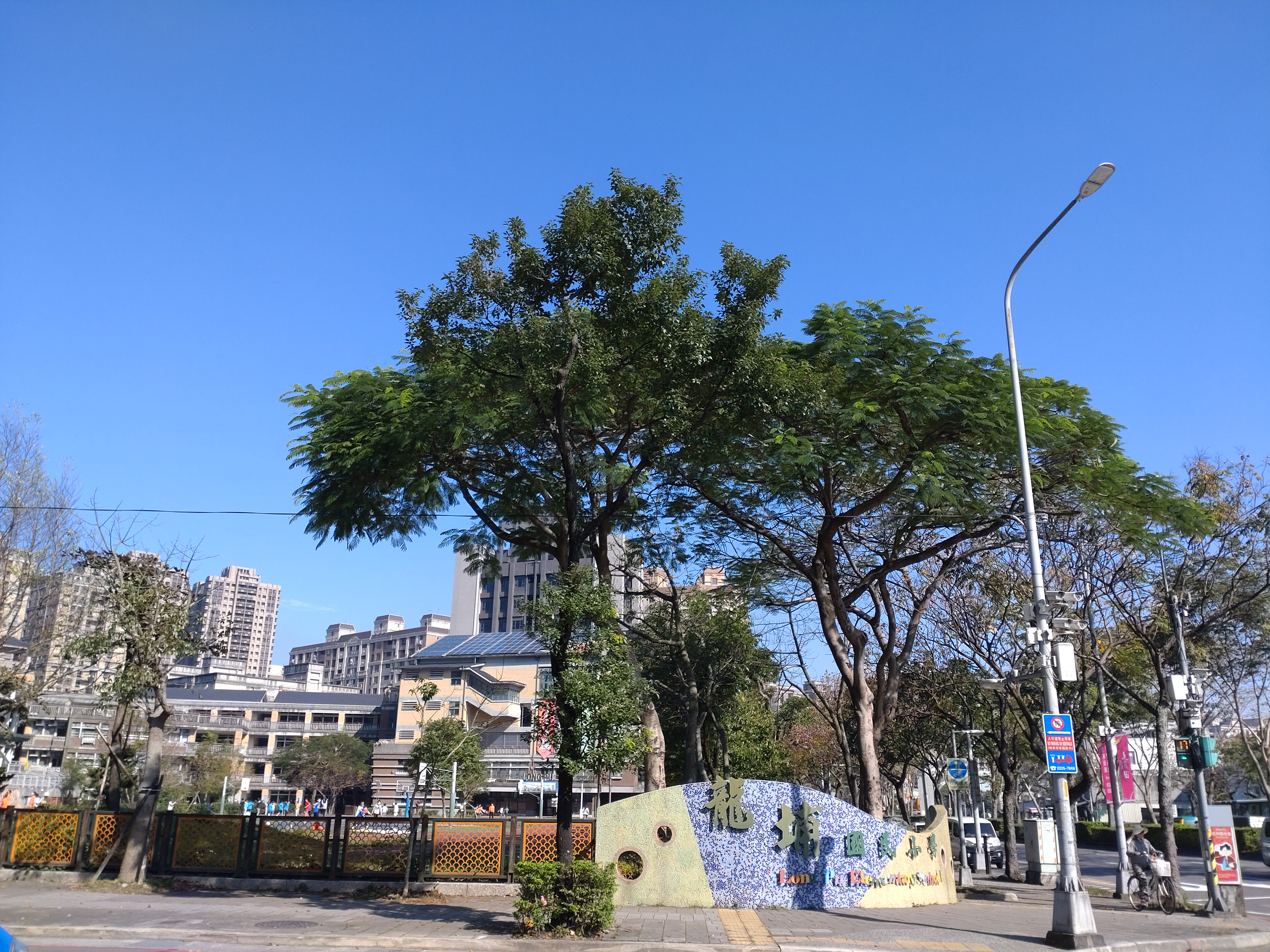
龍埔國小

特區內部分里鄰屬於新北市立柑園國民中學、新北市立三峽國民中學學區，並不位在特區內。另外，得名於特區的新北市三峽區北大國民小學也非位於特區內。

## 交通

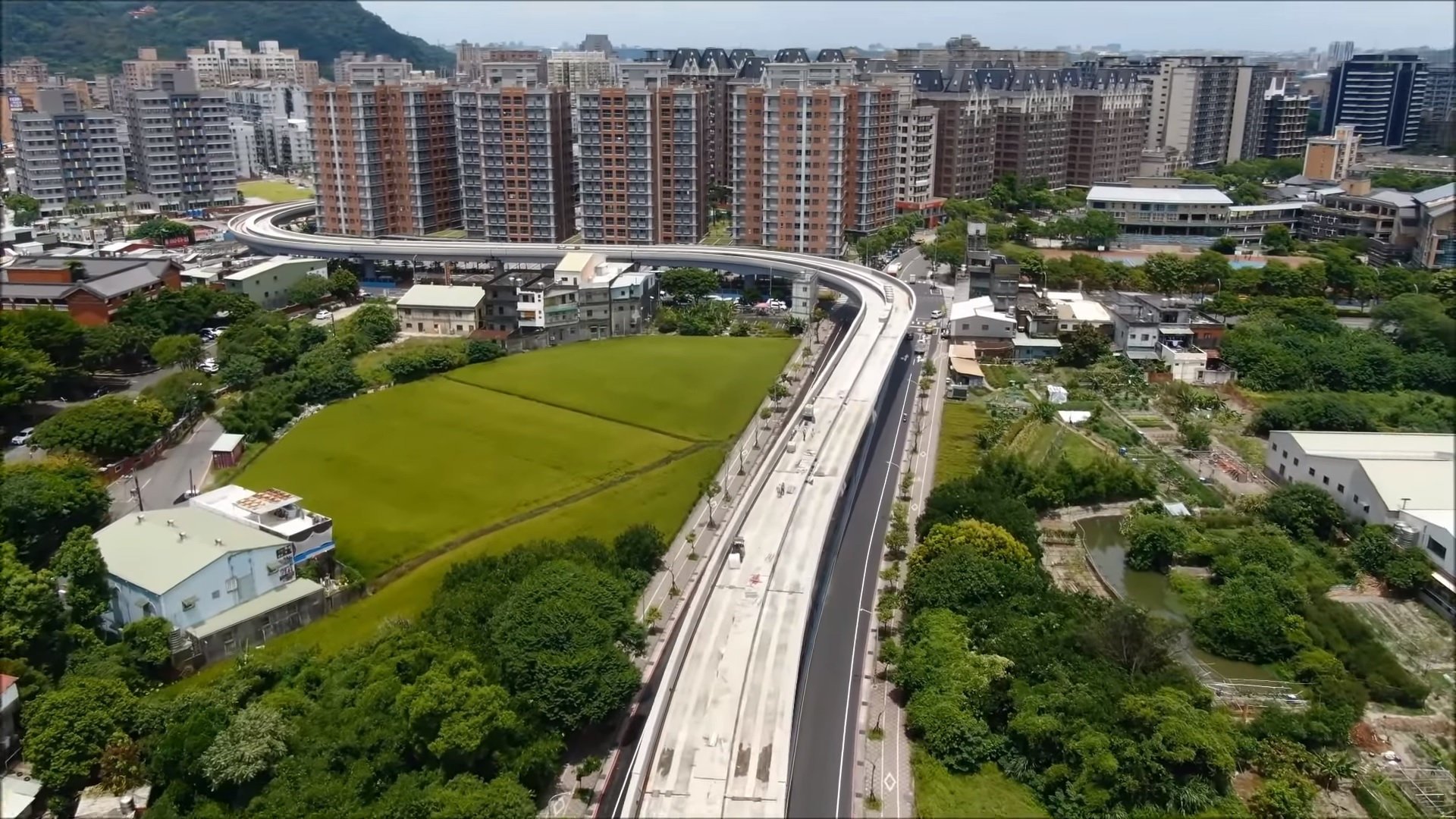
施工中的捷運三鶯線

北大特區經由福爾摩沙高速公路，到臺北市約僅需要30分鐘。特區內主要幹道如學勤路、學成路、大學路等道路，有班次密集、行經國道的跨區公車路線，可以直達板橋等都會區。
不過，台北客運原本於北大特區內的學成路調度站，因租約到期，規劃遷至國成街北大國小側門旁，受到家長強烈反對，認為會危及學童安全。因為無法設置調度站，原本的班次預計減少一半以上。
軌道運輸方面，特定區至土城區的捷運板南線永寧站公車車程約12分鐘。特定區西南方也有興建中的捷運三鶯線經過，並設有臺北大學站與三峽站（副站名國家教育研究院）。